# Good Morning Europe
Good Morning Europe (abbreviato in G.M.E.) è stato un programma mattutino di Euronews nato nel 2018 a seguito di un rinnovamento della rete all news.
È stato uno dei programmi più importanti della rete e trasmetteva dalla sede di Lione di Euronews; si ispirava al celebre Good Morning America, trasmesso da ABC negli USA.
Il programma andava in onda dal lunedì al venerdì dalle 07:00 alle 12:00.